# 黃祖金
黃祖金（1951年10月12日—），印尼名伊梅爾達·維古納（Imelda Wiguna），印尼女子羽球運動員，活耀於1970年代中期到1980年代中期的國際賽場。黄祖金能听懂中文，但并不会说。
黃祖金的專長項目為雙打，而1979年和1980年是其選手生涯中最令人印象深刻的兩年。1979年，她在聲望卓著的全英羽球錦標賽中贏得了兩項雙打賽事冠軍，其中女子雙打與維拉華蒂·維哈爾喬搭檔，混合雙打與紀明發搭檔。1980年，她在當時每三年舉辦一次的雅加達IBF世界錦標賽，與相同的搭檔闖入決賽，她雖然與維拉華蒂輸掉了女子雙打而獲亞軍，但與紀明發贏得了混合雙打冠軍。此後，儘管黃祖金繼續保持較高的水平，但由於身兼母職加上中國球員自1981年起邁入世界羽壇的激烈競爭，她愈發難以贏得重要賽事。
黃祖金的其他頭銜包括亞洲運動會（1978年）、丹麥羽球公開賽（1978年）、加拿大羽球公開賽（1979年）和東南亞運動會（1979年、1985年）的女子雙打比賽，以及加拿大公開賽（1979年）和東南亞運動會（1979年、1981年、1985年）的混合雙打比賽。
黃祖金在1974年至1986年期間連續五屆代表印尼參加優霸盃（女子國際團體賽），並幫助她的國家在1975年獲得了第一個冠軍（擊敗日本），並於1978年、1981年和1986年晉級決賽。